# Loxosceles baja
Loxosceles baja là một loài nhện trong họ Sicariidae.
Loài này thuộc chi Loxosceles. Loxosceles baja được miêu tả năm 1983 bởi Gertsch & Ennik.